# Humberto Ramos

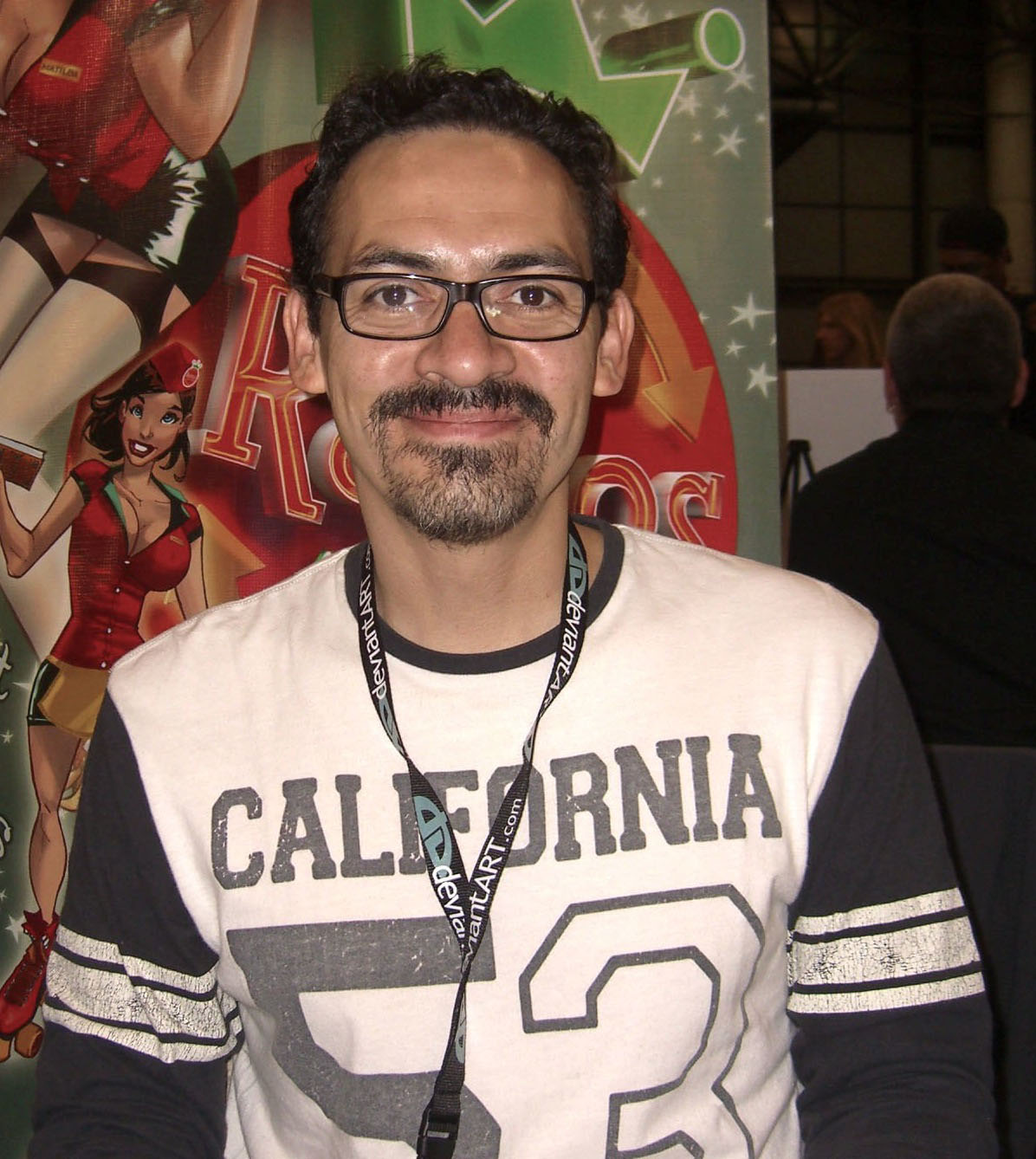
Humberto Ramos (2010)

Humberto Ramos (* 27. November 1970) ist ein mexikanischer Comiczeichner.

## Leben und Arbeit
Ramos erlernte das Zeichenhandwerk in den frühen 1990er Jahren als Schüler von Oscar González Guerrero und dessen Sohn Oscar González Loyo. In der Folge trat er verschiedentlich als Gast auf US-amerikanischen Comicmessen auf. Auf der San Diego Comic-Con von 1993 wurde er schließlich auf Vermittlung von Walt Simonson von dem Verlag Milestone Media angeheuert, für den er ab 1994 seine ersten Arbeiten für den US-amerikanischen Markt vorlegte.
1995 wurde Ramos von DC-Comics als Zeichner der vergnügten, von Star-Autor Mark Waid verfassten, Abenteuer-Serie Impulse (#1–25), einem Spin-off der langlebigen Superhelden-Serie Flash. 
Gemeinsam mit Joe Madureira und J. Scott Campbell rief Ramos 1998 das Cliffhanger-Imprint des Image Verlages ins Leben, über das die drei und andere Künstler eigene Projekte veröffentlichten, die sie nicht im Programm der amerikanischen Großverlage laufen lassen wollten, um sich die Rechte an diesen selbst vorbehalten zu können. Ramos publizierte über das Cliffhanger-Imprint knapp zwei Jahre lang – von 1999 bis 2001 – die von ihm selbst erdachte und gestaltete Serie Crimson, die es auf 24 Ausgaben, zuzüglich zweier One Shots brachte.
Es folgten die Serie Out There, die achtzehn Ausgaben erreichte (2001–2003), sowie Arbeiten an verschiedenen Serien über den Superhelden Spider-Man: Mit der #30 übernahm er den Job des Coverzeichners für Peter Parker: Spider-Man und ab #44 (2002) auch den Job des für die Gestaltung des Heftinneren zuständigen Zeichners (#44–47). Hernach arbeitete er an der neugeschaffenen Serie The Spectacular Spider-Man (#1–10, 17–18), ein Engagement, für das er 2005 für den Harvey Award als bester Coverzeichner nominiert wurde. Bei Dark Horse erschien ebenfalls 2005 die von Ramos kreierte, sechsteilige Miniserie Revelations.
2006 übernahm Ramos die Zeichnungen für Marvel Comics Superhelden-Klassiker Wolverine (#42–48) für den er von Marc Guggenheim verfasste Geschichten illustrierte. Für den französischen Verlag Solei Productions legte Ramos indessen Zeichnungen für eine Reihe von je 46-seitigen Comicalben unter dem Titel K hervor, die von dem französischen Autor Crisse verfasst wurden.